# Синоптична карта

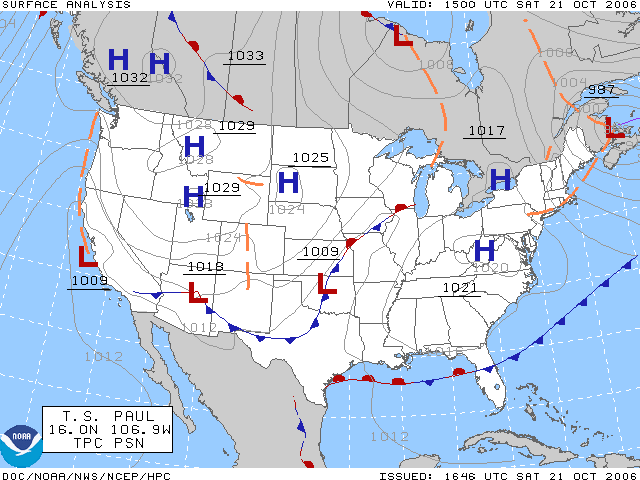
Приземна синоптична карта погоди Сполучених Штатів Америки на 21 жовтня, 2006 рік.

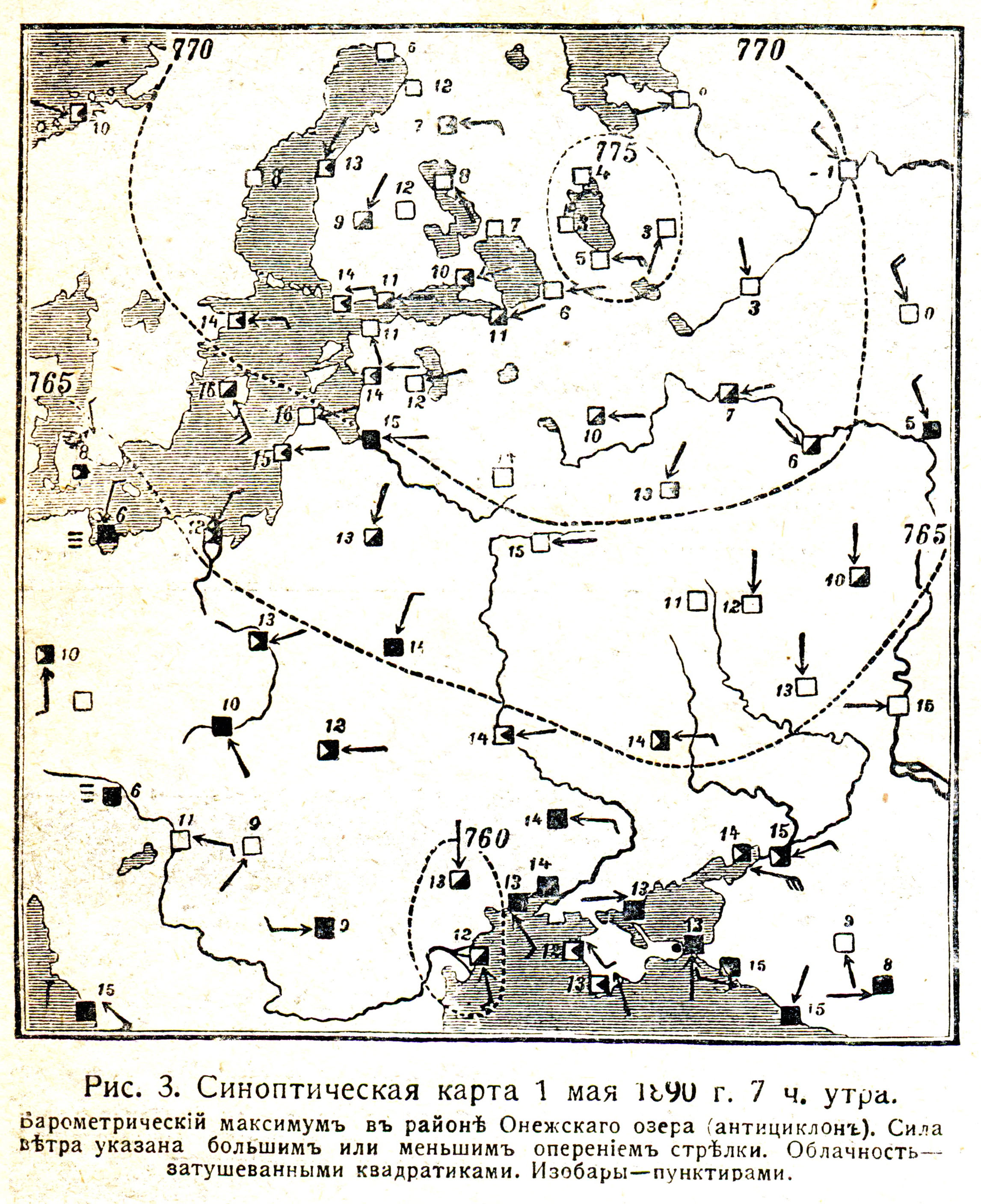
Синоптична карта Східної Європи на 1 травня 1890 року.

Карти синоптичні — карти, на яких цифрами та символами нанесені результати метеорологічних спостережень на мережі станції в певний момент. Карти складаються для прогнозування погоди.
Служба погоди регулярно, кілька разів в день, складає синоптичні карти — це основний метод оперативного прогнозу погоди. На картах в пунктах спостереження (на метеостанціях) відзначають атмосферний тиск, температуру і вологість повітря, вітер, хмарність, кількість і вид випадаючих опадів, видимість, тумани, завірюхи, грози та інші метеорологічні елементи. Ізолініями (ізобарами) показують поле атмосферного тиску, виділяють області циклонів, антициклонів, теплі і холодні атмосферні фронти.
За змістом розрізняють приземні і висотні синоптичні карти. У свою чергу, приземні карти ділять на основні, одержані в основному синоптичні терміни для великих територій або півкуль, і кільцеві, які складають через короткі інтервали часу на обмежені райони, головним чином для обслуговування авіації. Масштаби карт варіюють від 1:30 000 000 для всього земної кулі до 1:2 500 000 — для окремих районів.

## Класифікація синоптичних карт
Залежно від рівня атмосфери, для якого складається карта, розрізняють приземні і висотні карти погоди:
Приземні карти погоди складаються за результатами метеорологічних спостережень, переданих наземними і морськими метеорологічними станціями. На приземні карти погоди наноситься найбільший комплекс метеорологічних величин і явищ погоди, тому вони є найінформативнішими.
Висотні карти погоди, що дають уявлення про стан атмосфери на різних рівнях, складаються на основі даних аерологічних станцій.
По термінах складання інформації розрізняють основні і додаткові карти погоди:
Основні карти погоди складаються за даними за основні терміни спостережень: 00, 06, 12 і 18 годин Гринвичеського часу. Масштаб карт 1: 15000000, мікрокольцевих карт 1: 20000000, проєкція стереографічна, полярна, головний масштаб по паралелі 60 °.
Додаткові карти погоди, або кільцеві, складаються на основі даних в проміжні терміни (о 03, 09, 15 і 21 годині за Ґрінвічем). Масштаб кільцевих карт менший — 1: 5000000, мікрокільцевих карт — 1: 2500000, проєкція стереографічна, полярна.
Велику допомогу в роботі синоптика надають допоміжні карти особливих явищ погоди (гроз, туманів, шквалів, ожеледі та ін.), опадів, снігового покриву, екстремальних температур повітря, максимального вітру, тропопаузи, вертикальних рухів, вологості та ін. Аналіз карт погоди є основною операцією, що дає можливість для подальшого прогнозу погоди. Для аналізу атмосферних процесів і прогнозу погоди використовують також аерологічні діаграми, графіки, радіолокаційні карти, супутникові знімки.

## Позначення елементів погоди
Станційна модель — символічне позначення погоди на погодній мапі згідно з даними окремої метеорологічної станції. Згідно з моделлю, на невеликій площі мапи позначається велика кількість елементів погоди, які може бути важко інтерпретувати, але ці мапи дозволяють метеорологам, пілотам і морякам отримувати важливу погодну інформацію. Зараз такі мапи складаються автоматично, за допомогою комп'ютера. Станційна модель є міжнародно прийнятою, та була впроваджена 1 серпня 1941 року, зазнавши з того часу незначних змін.

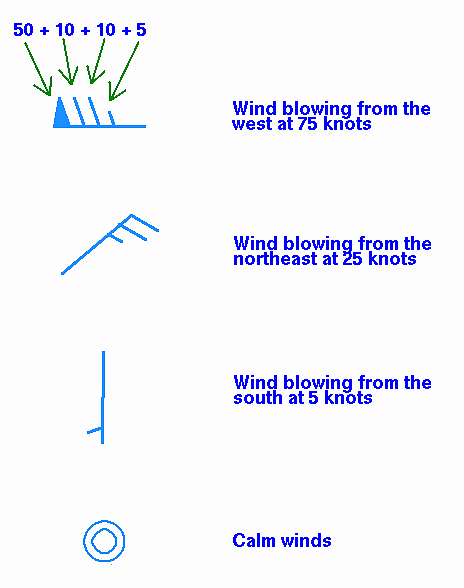
Позначення вітру на станційній моделі
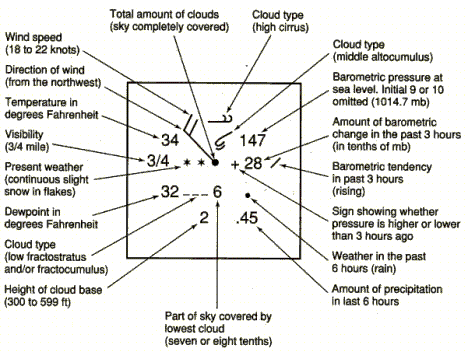
Позначення елементів погоди на станційній моделі
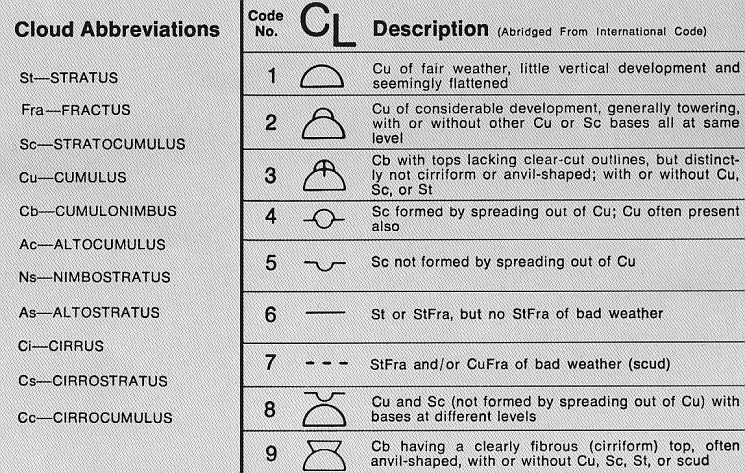
Позначення хмар нижнього ярусу
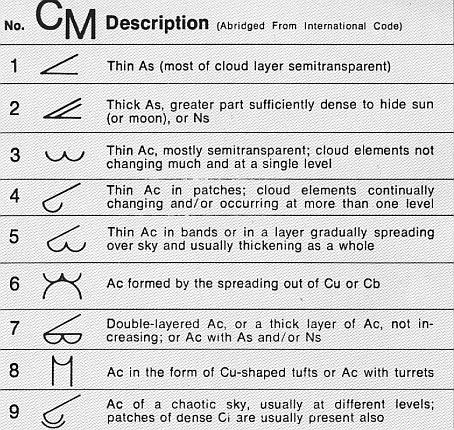
Позначення хмар середнього ярусу
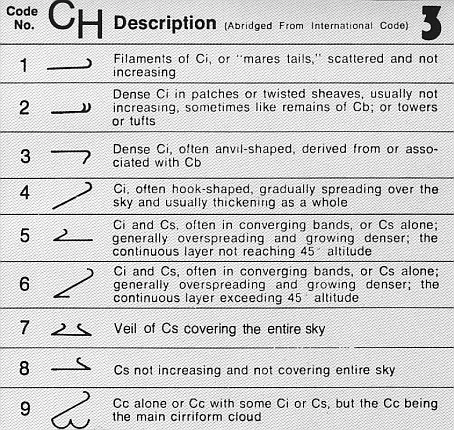
Позначення хмар верхнього ярусу